# Enmannsche Kaisergeschichte
La Enmannsche Kaisergeschichte ("Historia de los emperadores de Enmann" o, en latín, Historia imperatorum Romanorum Enmannica) es la denominación alemana de una hipotética obra histórica latina tardía escrita en el siglo IV después de Cristo y perdida en la actualidad, que sirvió de fuente común a varias obras históricas posteriores.
El erudito alemán Alexander Enmann (1856-1903) dedujo su existencia al comparar en 1884 varias obras históricas romanas tardías, en particular la Historia augusta y las obras de Flavio Eutropio y Aurelio Víctor; la abundancia de similitudes textuales que no podían explicarse por referencia literaria directa a otras obras existentes, por lo que Enmann postuló que existía una obra histórica perdida que era la fuente común de estos autores. Este trabajo no fue mencionado por ningún historiador romano, pero el análisis de Enmann es hoy en día en gran parte aceptado, aunque algunos eruditos, en especial Willem den Boer, cuestionan aún su existencia.
La hipótesis actual corrige un poco la de Enmann, porque este suponía que una primera versión habría aparecido ya en época de Diocleciano, algo que se cuestionó desde que en 1889 Hermann Dessau demostró que Historia augusta era en realidad una obra más tardía, de fines del siglo IV. Más recientemente, Timothy D. Barnes estableció una fecha límite de después de 337, y H. W. Bird propuso datarla hacia 357.
Así pues, la Historia de los Emperadores fue un trabajo histórico bastante breve que habría abarcado desde el emperador Augusto hasta el año 337 o 357. Y habría sido utilizada por Aurelio Víctor, Flavio Eutropio, Rufo Festo, la Historia Augusta, Jerónimo de Estridón, el anónimo Epitome de Caesaribus y otras historias romanas tardías.
Se cree que el autor pudo utilizar otra obra perdida del historiador Mario Máximo. En cuanto a su autor, se considera que no era cristiano y vivió en la parte occidental del Imperio a causa de las numerosas referencias a la Galia y la Bretaña. Sus ideas fueron marcadas fuertemente por la visión senatorial de la historia de Roma. R. W. Burgess propuso reconocer al autor de la EKG en Eusebio de Nantes, sin reunir la adhesión unánime de los especialistas. A partir de una nota de André Piganiol, Santo Mazzarino propuso reconocer en el Origo Constantini Augusti (pars prior del Anónimo Valesiano) un auténtico fragmento de la EKG, idea reafirmada más recientemente por Giuseppe Zecchini.